# Astragalus desperatus
Astragalus desperatus är en ärtväxtart som beskrevs av Marcus Eugene Jones. Astragalus desperatus ingår i släktet vedlar, och familjen ärtväxter.

## Underarter
Arten delas in i följande underarter:
- A. d. conspectus
- A. d. desperatus
- A. d. petrophilus